# Félix Borja
Félix Alexander Borja Valencia (San Lorenzo, 2 aprile 1983) è un allenatore di calcio ed ex calciatore ecuadoriano, di ruolo attaccante, tecnico dell'Aucas.

## Carriera

### Club
Borja ha cominciato la carriera professionistica nell'El Nacional di Quito. Borja è riuscito a diventare capocannoniere di Coppa Libertadores 2006 mantenendo il primo posto per due mesi nonostante il suo trasferimento all'Olympiakos, senza che nessuno nel frattempo riuscisse a superarlo. Con il trasferimento ai campioni greci in carica dell'Olympiakos è diventato il primo ecuadoriano a giocare nel campionato greco.
Per la stagione 2007-2008 è stato ceduto in prestito al Magonza, squadra tedesca di 2. Bundesliga, con diritto di riscatto.
Nel dicembre del 2010 si è svincolato e si è trasferito in Messico al Puebla Fútbol Club.
Dal 2011 è un giocatore del Pachuca.

### Nazionale
Borja ha fatto parte della Nazionale ecuadoriana ai Mondiali 2006, nonostante la relativa inesperienza. Dopo aver disputato diverse gare nel girone di qualificazione, ha avuto solo una presenza nella fase finale, precisamente nella terza gara del girone, quella contro la Germania, persa 3-0.

## Palmarès

### Individuale
- Capocannoniere della Coppa Libertadores: 1

2006 (5 gol, a pari merito con Aloísio José da Silva, José Luis Calderón, Agustín Delgado, Sebastián Ereros, Ernesto Farías, Fernandão, Marcinho, Daniel Montenegro, Nilmar, Mariano Pavone, Jorge Quinteros, Patricio Urrutia e Washington)

## Palmarès

### Club

#### Competizioni nazionali
- Campionato ecuadoriano: 2

El Nacional: Clausura 2005, 2006
- Campionato greco: 1

Olympiakos: 2006-2007